# Шеху, Фечор
Фечор Шеху (алб. Feçor Shehu; 26 марта 1926, Хекаль, Малакастра (округ) — 10 сентября 1983, Линзе, Тирана (область)) — албанский коммунист, функционер карательных органов времён правления Энвера Ходжи. Племянник Мехмета Шеху. Дважды возглавлял политическую полицию Сигурими, в 1979—1982 — министр внутренних дел НСРА. Активный участник политических репрессий и партийных чисток, был известен особой жестокостью. После гибели Мехмета Шеху арестован, осуждён по процессу Кадри Хазбиу, приговорён к смертной казни и расстрелян.

## Партизан и комиссар
По рождению принадлежал к зажиточному мусульманскому клану. Дядей Фечора Шеху был Мехмет Шеху — один из лидеров албанского коммунистического движения, ближайший соратник Энвера Ходжи. Не завершив даже начального образования, Фечор Шеху активно включился в политику.
В 1943 Фечор Шеху присоединился к коммунистическому партизанскому движению, возглавил партизанский отряд и вступил в Коммунистическую партию Албании — впоследствии Албанская партия труда (АПТ). В мае 1945 был назначен политкомиссаром батальона НОА, затем политкомиссаром полка.

## Глава Сигурими

### Карьера
С 1947 Фечор Шеху перешёл на службу в органы госбезопасности — Сигурими. Возглавлял управление в Гирокастре. Завершив получение среднего образования в двадцатидвухлетнем возрасте, Фечор Шеху был отправлен на учёбу в Советский Союз. В 1951—1952 прошёл курс в Высшей школе МГБ СССР.
Вернувшись в Албанию, Фечор Шеху возглавлял управления Сигурими в Корче (1952—1955), Тиране (1955—1960), Шкодере (1960—1967).
В 1967—1969 Шеху стал начальником Первого департамента (контрразведка), затем директором Сигурими.
С 1970 — заместитель министра внутренних дел НРА Кадри Хазбиу. В 1974—1980 вторично являлся директором Сигурими.
Вершина карьеры Фечора Шеху пришлась на конец 1970-х. В 1979 он занял пост министра внутренних дел, сменив Кадри Хазбиу, и тем самым возглавил партийно-государственный карательный аппарат.
Близкое родство с Мехметом Шеху — в то время вторым лицом партии и государства — усиливало позиции Фечора Шеху и обеспечивало ему политическое влияние. В своей среде он обладал репутацией жестокого аморального интригана и внушал реальный страх.

### Деяния
Фечор Шеху целиком и полностью разделял идеологию и активно проводил политику Энвера Ходжи. На постах в Сигурими он руководил политическими репрессиями и принудительной атеизацией.
На период его руководства пришлись казнь священника Штьефена Курти (1971), разгром «либерального уклона» Фадиля Пачрами и Тоди Лубоньи (1975), дело военных Бекира Балуку, Петрита Думе и Хито Чако (1975), дело «экономических врагов» Абдюля Келези и Кочо Теодоси (1976). Ранее, во главе тиранского управления, Фечор Шеху участвовал в подавлении сторонников «оттепели» на столичной партконференции (1956) и расправе над военными заговорщиками Теме Сейко (1960).
В мае 1973 Шеху руководил подавлением восстания политзаключённых в тюрьме Спач. Ярким и драматичным эпизодом стали переговоры замминистра с активистом восстания Хайри Пашаем — земляком Шеху и сыном повстанца, которого Шеху доводилось допрашивать. Пашай бросил Шеху обвинения в жестокости и лицемерии и предсказал могущественному заместителю министра грядущий конец в тюрьме. После подавления Хайри Пашай был расстрелян вместе с Палем Зефи, Дервишем Бейко, Скендером Дайей.

### Особенности
Шеху лично производил аресты и вёл допросы, отличаясь особой жестокостью. Впоследствии ему вменялись также иные особенности:

Такая, к примеру, деталь: Фечор особенно любил подолгу допрашивать молодых красивых спортсменок…

Наибольшую известность в этом плане приобрела история сельской учительницы Рукие Рамы. Она отказала Фечору Шеху, за что была арестована по сфабрикованному уголовному делу о «плане побега в Югославию» и приговорена к 25 годам тюрьмы.

## Падение и казнь
В 1981 между Энвером Ходжей и Мехметом Шеху произошёл жёсткий конфликт. Результатом стала гибель Шеху при невыясненных обстоятельствах. Расправа над его родственниками и сподвижниками сделалась вопросом короткого времени. Энвер Ходжа распорядился уничтожить всю группировку, связанную с бывшим вторым лицом режима.
Повод создала акция Группы Шевдета Мустафы — албанских эмигрантов-антикоммунистов, в сентябре 1982 пробравшихся в Албанию, чтобы убить Ходжу. Попытка не удалась: Шевдет Мустафа, Сабаудин Хаснедар, Фадиль Касели погибли, Халит Байрами захвачен Сигурими. На суде Байрами (сам бывший агент Сигурими) назвал министра обороны Хазбиу участником заговора. Кадри Хазбиу, Фикирете Шеху и ещё несколько человек из окружения покойного премьера были немедленно арестованы. Фечор Шеху находился под арестом с марта (на министерском посту его сменил Хекуран Исаи).
Хазбиу, Шеху, экс-директор Сигурими Михалак Зичишти, экс-министр иностранных дел Нести Насе, ещё несколько функционеров, близких к Мехмету Шеху обвинялись в «антипартийном заговоре с целью свержения Энвера Ходжи и реставрации капитализма». Эти обвинения вполне соответствовали сценариям политических процессов, которые не раз организовывал сам Фечор Шеху. Однако именно ему инкриминировались также «ненадлежащие отношения с женщинами».
Суд под председательством Аранита Чели приговорил семерых обвиняемых к смертной казни. Четверо — Кадри Хазбиу, бывший министр здравоохранения Ламби Зичишти, функционер МВД Ламби Печини и Фечор Шеху — расстреляны в деревне Линзе (ныне район Тираны). Таким образом десять лет спустя сбылось предсказание Хайри Пашая.

## Семья и память
Фечор Шеху был женат, имел двоих детей.
В современной Албании Фечор Шеху воспринимается как каратель и преступник. Однако он пользуется определённой популярностью на своей малой родине в Малакастре. Серьёзный скандал возник в ноябре 2014 в Бельше, где депутаты городского собрания — представители антикоммунистической Демпартии (ДП) — предложили объявить Фечора Шеху почётным гражданином города. Это вызвало возмущение и протесты, двое депутатов были исключены из ДП (один из них, также носящий фамилию Шеху, отмежевался от своего предложения).